# Gemma (ékkő)

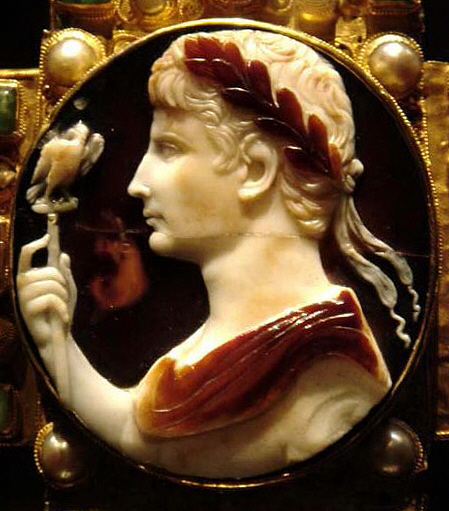
Caius Octavianus Caesar Augustus császárt ábrázoló vésett ékkő

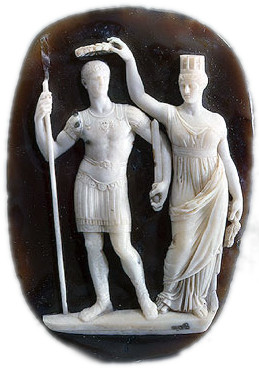
I. Constantinus római császár megkoronázása egy kámeán

Az ékkő (latinul: gemma) vésett díszítésű drágakövek összefoglaló neve. Általában domború ábrázolás esetén kámea, ha homorú, akkor intaglio a neve. Az ókorban a kámeát gemmae caelatae vagy ectupa, az intagliót gemmae sculptae vagy exsculptae néven ismerték.
Az ókor korai szakaszában, már a prehellén időktől ismert volt. Asszíriából hengeres kiképzésűek, Egyiptomból erősen domború kámeák (szkarabaiosz/scarabeus ékkövek) ismertek. Ez utóbbi kámeatípus az etruszkoknál is előkerült. Kifejezetten ékkőnek tekinthetők egyes mükénéi leletek. Alapvetően nem díszítőelem, hanem használati tárgy, mivel a vésett felület alkalmas volt nyomatok készítésére, azaz pecsételésre. A görögök szintén használati tárgyként állították elő, pecsétgyűrűkbe foglalták, foglalatban nyakba akasztották. Így vált alkalmassá viasztáblás szerződések hitelesítésére. A későbbiekben egyre inkább dísszé és ékszerré vált. A homorú és domború ékkövek (intaglio és kámea) felhasználási köre is a görögök idején kezdett elválni egymástól. A kámeák inkább gyűrűbe kerültek, az intagliókat akasztották nyakba, vagy varrták ruhára. Sokat nem foglalatba helyeztek, hanem egyszerűen átfúrtak, és így felkötve viselték. A római korra általános díszítmény lett, mindenféle ruhadarabra és használati tárgyra rátették. A 4. századtól egyre kevesebbszer találkozhatunk vele. Ismertek egyedi kidolgozású, művészi igényességgel kidolgozott ékkövek is, ezek közül a leghíresebbek a Gemma Augustea és a Gemma Tiberiana.
Az ékkövek változatos méretűek és anyagúak. Gyakorlatilag minden drágakőből készítették, de keményebbekből (zafír, rubin, smaragd) vagy nagyon puhából (opál) ritkábban. Leggyakoribb a hegyikristály, ametiszt, jáspis, kalcedon és ónix. Nagyon gyakori az üvegpaszta használata is. Méretük felső határát a kő mérete határozta meg. Alsó határa 5–6 mm körüli. A Gemma Plotina 6 mm-es átmérővel teljes portrét ábrázol. Alakjuk is változatos, bár a leggyakoribb a szabályosan kerek vagy ovális forma. Az apró kövek vésése nagy szakértelmet igényelt, mégis kevés drágakővésnök neve maradt fenn. Ezek közt van Püthagorasz atyja, Mnészarkhosz, III. Alexandrosz vésnöke (gemmarius), Pürgotelész, vagy Augustus korában Dioszkuridész (mindkettőjükről idősebb Plinius tudósít).

## További információ
- A Wikimédia Commons tartalmaz Gemma témájú kategóriát.